# 康洽
康洽（?—?），酒泉人，唐朝诗人。
康洽是一黃鬚美男子，從西域攜琴和劍來到長安，拜見權貴，氣度豪爽。能作樂府詩篇，宮女和梨園都在演奏他的作品。玄宗知其名，驚豔他的才華。安史之乱時，避難江南。大历间，已七十餘歲，猶是布衣。一說康洽在杜陵山中去世，詩文早佚。